# Milesia ferruginosa
Milesia ferruginosa är en tvåvingeart som beskrevs av Enrico Adelelmo Brunetti 1913. Milesia ferruginosa ingår i släktet Milesia och familjen blomflugor. Inga underarter finns listade i Catalogue of Life.